# Jack Mitchell
Jack Mitchell (13 de setembro de 1925 – 7 de novembro de 2013) foi um fotógrafo americano. Ele é conhecido por fotografar músicos, dançarinos, artistas de cinema e teatro e escritores americanos.  Seu retrato, habilidade de iluminação e capacidade de capturar dançarinos no que ele chamou de "fotos em movimento" fizeram dele um dos fotógrafos de dança mais importantes do século XX.
Ele fotografou o Alvin Ailey American Dance Theatre por três décadas, produzindo um corpo de trabalho que inclui mais de dez mil imagens. Ele foi o fotógrafo oficial do American Ballet Theatre por uma década e também fotografou bailarinos para outras grandes companhias de balé nos Estados Unidos e no Canadá.
Seu trabalho apareceu nos principais jornais e na capa das principais revistas, incluindo mais de 160 capas da Dance Magazine. A Arts Magazine o chamou de o primeiro fotógrafo a tratar indivíduos criativos como personagens fora de suas obras. Smithsonian o chamou de referência pela qual outros fotógrafos de dança avaliaram seu próprio trabalho.

## Biografia
Mitchell nasceu em Key West em 1925 e foi criado lá e em New Smyrna Beach, Flórida, para onde sua família se mudou em 1931. Seu pai trabalhava em uma ferrovia. Ele se interessou por fotografia e, quando tinha doze anos, seus pais compraram para ele um Kodak Baby Brownie por $54.

### Carreira
Aos 15 anos, ele atendeu aos padrões de licenciamento da Flórida para obter um passe de imprensa, aos 16 anos ele trabalhava como fotógrafo comercial, e sua primeira fotografia publicada foi de Veronica Lake, que estava visitando a Flórida durante uma turnê de títulos de guerra.
Mitchell foi um fotógrafo do Exército durante a Segunda Guerra Mundial, trabalhando na Itália. Em 1946, depois de voltar para casa do exército, montou seu primeiro estúdio em New Smyrna Beach.
Em 1949, aos 24 anos, a convite de Ted Shawn, visitou a Jacob's Pillow Dance e interessou-se pela fotografia de dança, que se tornou uma especialidade.   Ele mudou seu estúdio para a cidade de Nova York em 1950. Ele era o fotógrafo oficial do American Ballet Theatre.  A partir de 1961, ele passou décadas fotografando o Alvin Ailey American Dance Theatre, produzindo mais de 10.000 imagens da companhia;   A biógrafa de Ailey, Jennifer Dunning, creditou o trabalho de Mitchell por "ajudar a vender a empresa desde o início".  Mitchell também fotografou dançarinos do Boston Ballet, Les Grands Ballets Canadiens, Pennsylvania Ballet, Houston Ballet e San Francisco Ballet. 
Mitchell fotografou mais de 160 capas para a Dance Magazine; sua 168.ª capa foi publicada em julho de 2003. Seu termo para o que ele estava tentando capturar com a fotografia de dança era "fotos em movimento".  Ele era conhecido como um especialista em iluminação.
Mitchell também fotografou outros artistas, músicos e escritores, incluindo John Lennon e Yoko Ono apenas um mês antes de Lennon ser assassinado.  Outros incluídos são Leonard Bernstein, David Byrne, Truman Capote, Anthony Quinn, Jack Nicholson, Patti LuPone, Keith Haring, Neil Simon, Angela Lansbury, Twyla Tharp, Ned Rorem, Leontyne Price, Alfred Hitchcock, Spalding Gray, Ann Reinking, Andy Warhol e Natalie Wood.  Ele passou uma década fotografando Gloria Swanson.  Seu trabalho apareceu no The New York Times, Elle, Harper's Bazaar, Life, Newsweek, People, Rolling Stone, Time, Vanity Fair e Vogue, entre outros.
Mitchell foi o tema de um documentário de 2006, My Life is Black and White, dirigido por Craig Highberger. Seus livros incluem Icons & Idols (1998), para o qual Edward Albee escreveu o prefácio, e um livro de suas fotografias de Alvin Ailey, Alvin Ailey American Dance Theatre (1993).  Em 2020, sua foto de 1983 de Audre Lorde foi usada pelo mosaicista Rico Gatson para criar uma instalação permanente na 167th Street Station no Bronx.  

## Reconhecimento
A Arts Magazine o credita como o primeiro fotógrafo a tratar os artistas como indivíduos com "caráter e identificação não expressos exclusivamente por meio de seus trabalhos". O Smithsonian, que detém a fotografia de Jack Mitchell da coleção Alvin Ailey American Dance Theatre, incluindo 8.288 negativos em preto e branco, 2.106 slides coloridos e transparências e 339 impressões em preto e branco, chamou-o de "o referencial e padrão que outros fotógrafos de dança mediram seu trabalho". O New York Times, que publicou centenas de suas fotografias, o descreveu como "um retratista e um capturador de movimentos complexos" e um especialista em iluminação.

## Vida pessoal
Mitchell se aposentou em 1995 e mudou-se da cidade de Nova York de volta para New Smyrna Beach. Seu parceiro, Robert Plavik, morreu em 2009. Mitchell morreu em 2013 em sua casa em New Smyrna Beach, Flórida.

## Galeria
Algumas das fotos mais conhecidas de Mitchell:

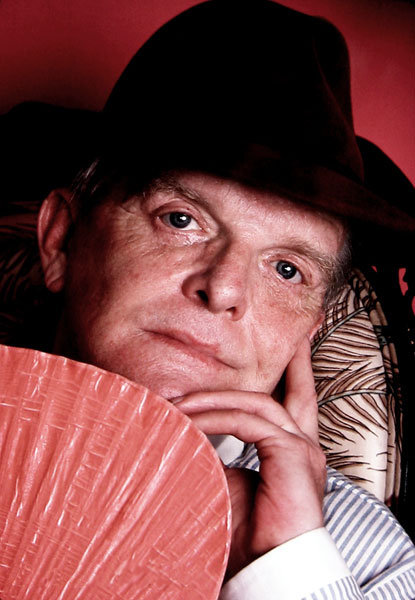
Truman Capote
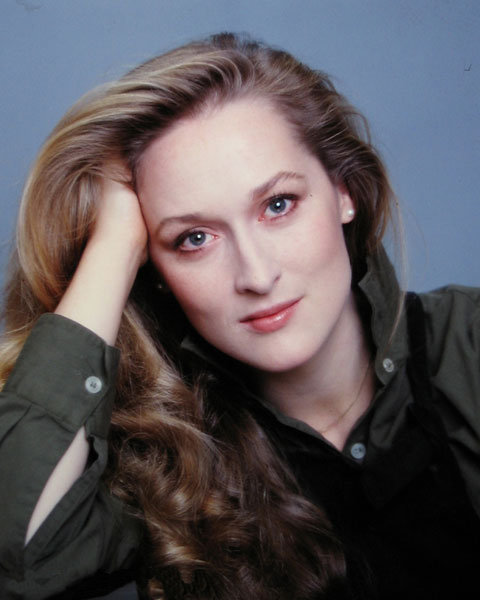
Meryl Streep
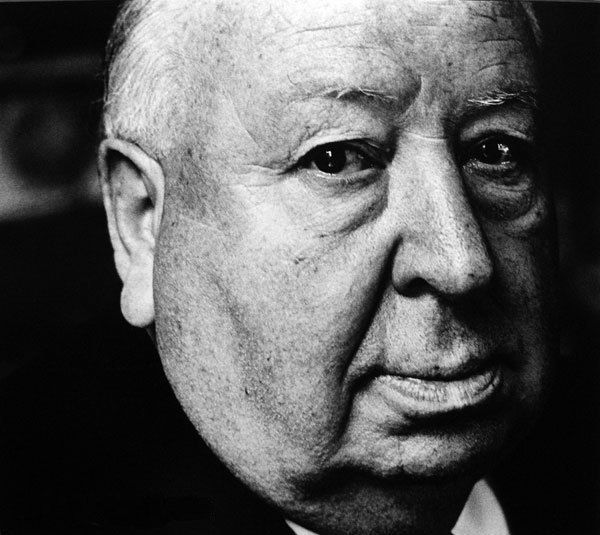
Alfred Hitchcock
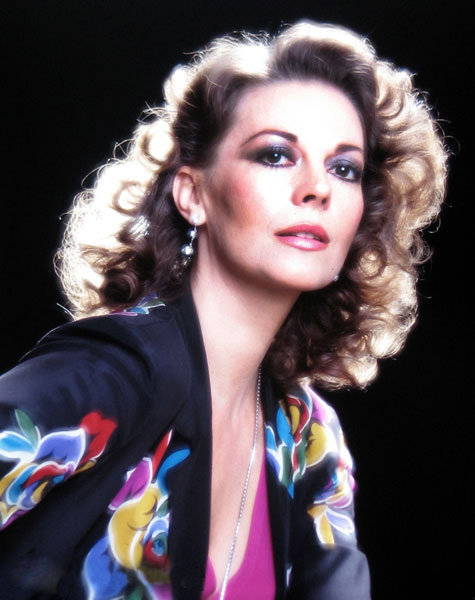
Natalie Wood
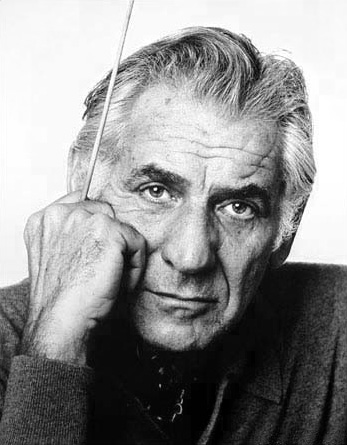
Leonard Bernstein
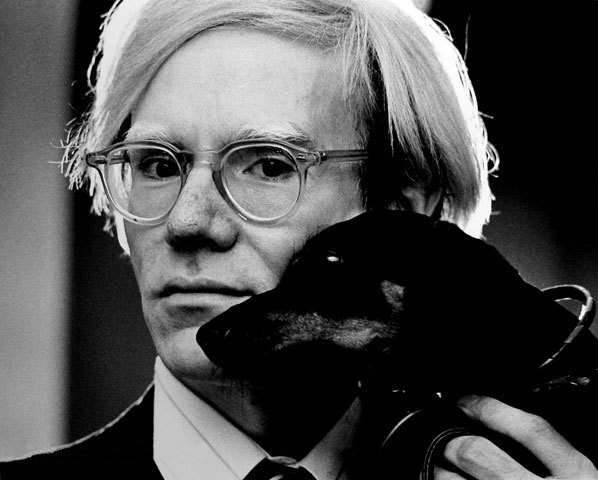
Andy Warhol
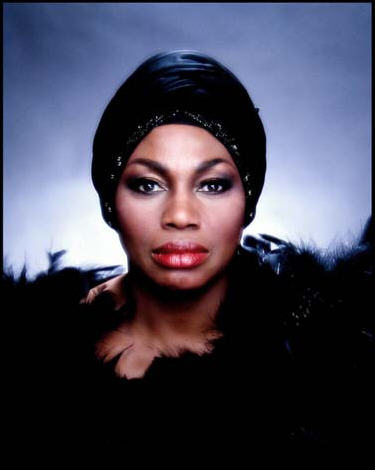
Leontyne Price
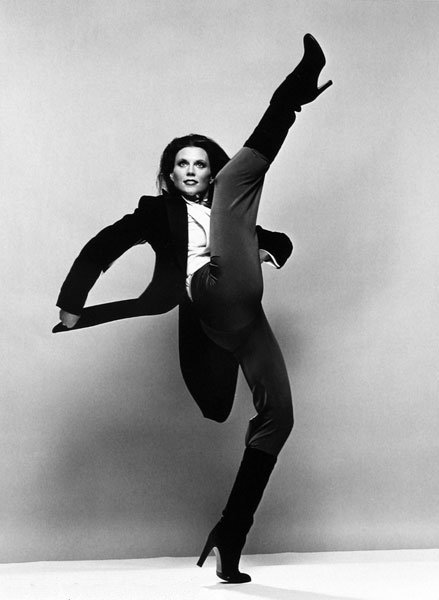
Ann Reinking
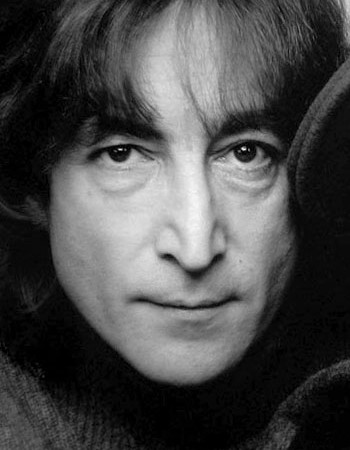
John Lennon